# Erythroxylum ellipticum
Erythroxylum ellipticum là một loài thực vật có hoa trong họ Erythroxylaceae. Loài này được R.Br. ex Benth. mô tả khoa học đầu tiên năm 1863.